# 현무-5
현무-5(Hyunmoo-5)는 대한민국의 지대지 탄도 미사일이다. 표면상 벙커버스터가 임무인 고위력 탄도 미사일로, SRBM으로 분류되고 있으나, 그 제원이나 주변국과의 안보 상황을 고려하면, IRBM 또는 MRBM으로도 분류될 수 있다. 2023년 최종적으로 개발 및 시험 등을 완료했으며, 같은 해 국군의 날 기념식과 10년만에 열린 시가행진에 TEL에 실려 컨테이너 안에 들어간 채로 공개되었다. 한미 미사일 사거리 지침이 해제되고 2년만에 IRBM 이상급 개발을 완료하는 셈이다.

## 한미 미사일 지침
2021년 5월 22일 문재인 대통령이 바이든 대통령과의 한미정상회담을 통하여 한미 미사일 사거리 지침이 42년만에 폐지되었다. 현무-5는 한미 미사일 사거리 지침이 해제되고 처음으로 한국이 개발하고 있는 탄도 미사일이며, 2023년에 총 4회의 시험발사가 있을 예정이다. 2023년 상반기에는 개발을 최종적으로 완료할 예정이다.

## 괴물 미사일
탄두중량 8-9t, 총중량 36t으로, 세계 최대 탄두중량의 재래식 미사일이다. 2차대전 당시, 영국은 톨보이라는 12000파운드(5.4톤) 폭탄을 개발했었다. 지진폭탄이라고 부른다. 한국 정부는 탄두중량 2t인 현무-4를 마하 10으로 가속하면 500배인 1000톤(1kt) 폭발력을 낸다고 말했고, 이는 좀 과장된 면도 있다는 평가도 있었다. 

## 대량생산
2023년 7월 3일, 정부 고위 관계자에 따르면 현무-5는 2023년 초부터 시험발사를 거쳐 개발이 마무리됐으며, 2023년 말부터 양산에 돌입한다. 이 관계자는 "한화에어로스페이스 보은공장에서 올해 말부터 연간 최대 70여발을 생산할 수 있을 것으로 보고 있다”고 말했다. 앞서 윤석열 대통령은 2023년 4월 외신 인터뷰에서 북한의 ‘초고성능·초강력 무기’ 언급하면서 현무-5 전력 배치를 예고한 바 있다. 군은 미사일사령부 예하 부대에 최대 200여발을 배치한다는 계획이다. 현무-5는 미사일사령부 탄도미사일여단 예하 부대인 1200대대 등에 배치될 것으로 보인다.

## 비교
유용원 의원 측은 “현무-5는 발사대 위치 등이 중국의 DF-31과 가장 유사한 형태로, 탄두 중량에 따라 차이는 있겠지만 사거리는 약 5000 km의 중거리 탄도미사일로 추정된다”고 밝혔다.
| 비교     | 현무-5         | RSD-10 파이어니어 | DF-26                | LGM-30A 미니트맨I   |
| 종류     | SRBM/IRBM/MRBM | IRBM              | IRBM                 | ICBM                |
| 길이     | 16 m           | 16 m              | 15 m                 | 16.4 m              |
| 직경     | 1.6 m          | 1.8 m             | 1.7 m                | 1.68 m              |
| 단수     | 2단 고체연료   | 2단 고체연료      | 2단 고체연료         | 3단 고체연료        |
| 무게     | 36 t           | 37 t              | 20 t                 | 29.4 t              |
| 사거리   | 600-5,500 km   | 600-5,500 km      | 4,000-5,000 km       | 10,100 km           |
| 1단추력  | 75tf           | 미상              | 미상                 | 93tf                |
| 발사방식 | 콜드런치       | 콜드런치          | 콜드런치             | 핫런치              |
| 발사대   | TEL            | TEL               | TEL                  | 지하 사일로         |
| 탄두중량 | 1-9 t          | 1.6 t             | 1.8 t                | 450 kg              |
| 탄두     | 재래식         | 150 kt 3발        | 열핵탄두 3발, 재래식 | 1 Mt W59 핵탄두 1발 |

## 사거리와 IRBM
말콤 데이비스(Malcolm Davis) 호주전략정책연구소(Australian Strategic Policy Institute) 수석 애널리스트는 "현무-5가 최대 9t의 재래식 탄두를 탑재할 수 있지만, 더 가벼운 탄두를 탑재하면 3000㎞까지 비행할 수 있으며 이론적으로 중국과 일본을 공격할 수 있다"고 밝혔다. 미사일 전문가인 장영근 항공대 교수는 “8~9t 탄두는 기존 무기 상식으로 이해하기 어려울 정도의 놀라운 무게”라며 “탄두를 1t급 이하로 줄이면 3000㎞ 이상 충분히 날아갈 수 있을 것으로 보인다”고 말했다. 사거리 3000~3500㎞면 사실상 중국 전역을 사정권에 넣을 수 있어 유사시 주변 강국의 위협에 대응할 수 있다. 사거리 3000~5500㎞는 중거리 미사일로 분류되기 때문에 현무-5는 사실상 한국의 첫 중거리 탄도 미사일(IRBM)이 될 수 있다는 얘기다.
중량 8-9t의 탄두를 탑재하는 현무-5는, 1단 고체로켓모터의 추력이 75t급이고, 미사일의 총중량이 36t이다. TEL을 통한 운용이 기본일 것으로 추측되며, 발사방식은 콜드런치이다. 1단을 기준으로 하면 사실상 미국의 ICBM, 미니트맨3와 동일한 제원이다. 다만 총 3단형의 ICBM인 미니트맨3와는 다르게, 현무-5는 총 2단형일 것으로 추측되며, 이를 한국이 IRBM으로써 운용한다는 것은, 다탄두(MIRV)를 운용할 가능성이 매우 크다고 볼 수 있다. 참고하자면, 현무-5와 사실상 동일한 제원을 갖는, 과거 소련이 운용하던 총 2단형 고체연료 기반의 IRBM, RSD-10 파이어니어(SS-20/28)는 총중량 37t으로, 3발의 핵탄두를 사거리 5500 km의 목표에 투사 가능하였다. TEL을 기반으로 운용하였으며, 발사방식으로는 콜드런치를 적용하였다. RSD-10 파이어니어의 원형은 미국의 미니트맨에 대항하는, 총 3단형 고체연료기반 ICBM인 RT-21 템프 2S 이었다. 냉전 당시 서방은, RSD-10 파이어니어에 소형의 단일탄두를 적용하거나, 혹은 1단을 추가하면 바로 ICBM으로 활용이 가능할 것으로 분석하였다. 이는 현무-5 역시 동일한 방식을 통하여 ICBM으로 활용이 가능함을 시사한다.
냉전시절 RSD-10 파이어니어에 대항하고자, 미국은 유럽에 퍼싱-2를 배치하였다. 공교롭게도, 한국형 퍼싱-2가 현무-2C이다. 한국은 냉전시절 각각 미국과 소련이 주요하게 운용하던 핵투발 수단을 전부 보유하고 운용하는 셈이 된다. 현무-5는 동북아 역내에서 비슷한 급인 중국의 DF-26보다도, 총중량에 있어서 무려 16t이 더 무겁다. 한국이 현무-5의 개발을 완료하는 것으로, 동북아에서 일본을 제외한 모든 국가가 IRBM/MRBM을 운용중이거나, 또는 그에 준하는 전력을 보유하는 상황이 되었다. 일본은 "반격"용 전력으로 아음속의 순항미사일인 미국 토마호크를 구입, 배치할 예정이고, 그와 동시에 자국의 순항 미사일을 개발할 전망이다. 다만, 탄도미사일의 경우는 미국의 신형IRBM이 일본에 배치될 전망이다.

## 사르마트
‘세계 최대 수준의 탄두중량’ 탑재가 가능한 ‘현무-5’는 탄두중량이 거의 9톤에 달하는 것으로 알려져 있다. 그런데, 재래식 미사일에서 그렇다는 것이고, 핵미사일로는 러시아 RS-28 사르마트가 비슷한 탄두중량이다.
- 현무-5, 탄두중량 9톤
- RS-28 사르마트, 탄두중량 10톤

2024년 9월 19일, 푸틴 대통령의 측근인 뱌체슬라프 볼로딘 러시아 국가두마(하원) 의장은 “유럽인들은 러시아의 ‘RS-28 사르마트’가 프랑스의 스트라스부르에 도달하는 데 3분 20초밖에 걸리지 않는다는 점을 명심해야 할 것이다”라며 핵무기를 동원한 세계대전 발발 가능성을 경고하기도 했다.
사르마트는 서방에서 '사탄-II'라는 별명으로 불리는 괴물 ICBM으로 러시아는 이 미사일 한 발로 프랑스 전체(54만4000㎢) 또는 미국 텍사스주(69만6000㎢) 정도 지역을 초토화할 수 있다고 자랑해왔다.
사르마트는 탄두중량 10톤으로, 750 kt 수소폭탄 10발을 탑재한다.

## 같이 보기
- 현무-4
- 현무-6
- RSD-10 파이오니어